# Шеат
Шеат (β Пегаса, Бета Пегаса, лат. β Peg, β Pegasi) — червоний гігант спектрального класу M2.3 II—III, розташований у сузір'ї Пегас. 

## Фізичні характеристики
Оскільки Бета Пегаса є червоним гігантом, її радіус майже у 95 разів більший за радіус Сонця, а світність — у 1500 разів.
На кутовій відстані в 242,55 кутових секунд від зорі знаходиться її можливий компаньон, який має видиму зоряну величину +10.33m.

## Змінність зорі
Зоря належить до повільних неправильних змінних типу LB. Її видима зоряна величина випадковим чином змінюється від +2,31 до +2,74. Швидше за все, ці коливання неправильної форми пов'язані з пульсаціями зорі. Внесок у ці коливання можуть також давати хмари газу, викинутого в навколозоряний простір з верхніх шарів червоного гіганта Бета Пегаса за рахунок зоряного вітру..